# 混合式拓撲
混合式拓撲（英語：hybrid topology），使用任何兩種或多種網路拓撲結構之組合；以這種方式，所得到的網路呈現不同標準的拓撲結構（例如：匯流排、星狀、環狀等拓撲）中的一個。舉例來說，一個樹狀網路連接到另一樹狀網路仍然是一個樹狀網路拓撲，而混合式拓撲是產生兩種以上不同的基本的網路拓撲結構所連接。對於混合式網路中的兩個常見的例子有：“星環網路”與“星狀匯流排網路”。

## 架構
常見的混合式拓撲之架構：
1. 星環網路：是由兩個或多個星狀拓撲結構採用多站訪問單元（MAU）作為集合集線器連接。
2. 星狀匯流排網路：是由兩個或多個星狀拓撲結構採用匯流排纜線（匯流排主線作為網路之骨幹網）連接。

而網格和環面網路已發現的普及高性能計算應用，一些系統已經使用遺傳算法來設計自定義的網路，在不同節點之間盡可能少的跳數。一些由此產生的佈局幾乎是不可理解的，雖然它們的功能相當不錯。
雪花拓撲結構是真正的“星型中的星狀”網路，因此它呈現出一個混合式網路拓撲結構之特點，但不算是由被連接的兩個不同的基本的網路拓撲之結構。

## 優缺點

### 優點
1. 具可靠性：在該故障被檢測出的部分可以從網路的其餘部分中分離出來，並且可以採取必要的修正措施，在不影響網絡的其餘部分的功能。
2. 可擴展性：容易透過添加新的組件，而不會干擾現有架構增加網路的大小。
3. 靈活性佳：混合網絡可以根據組織的要求，並通過優化可用的資源來設計。特別兼顧可以給節點較高的傳輸流暢。
4. 可效性佳[2]。

### 缺點
1. 設計複雜。
2. 成本昂貴[2]。